# Wolfgang Sacher

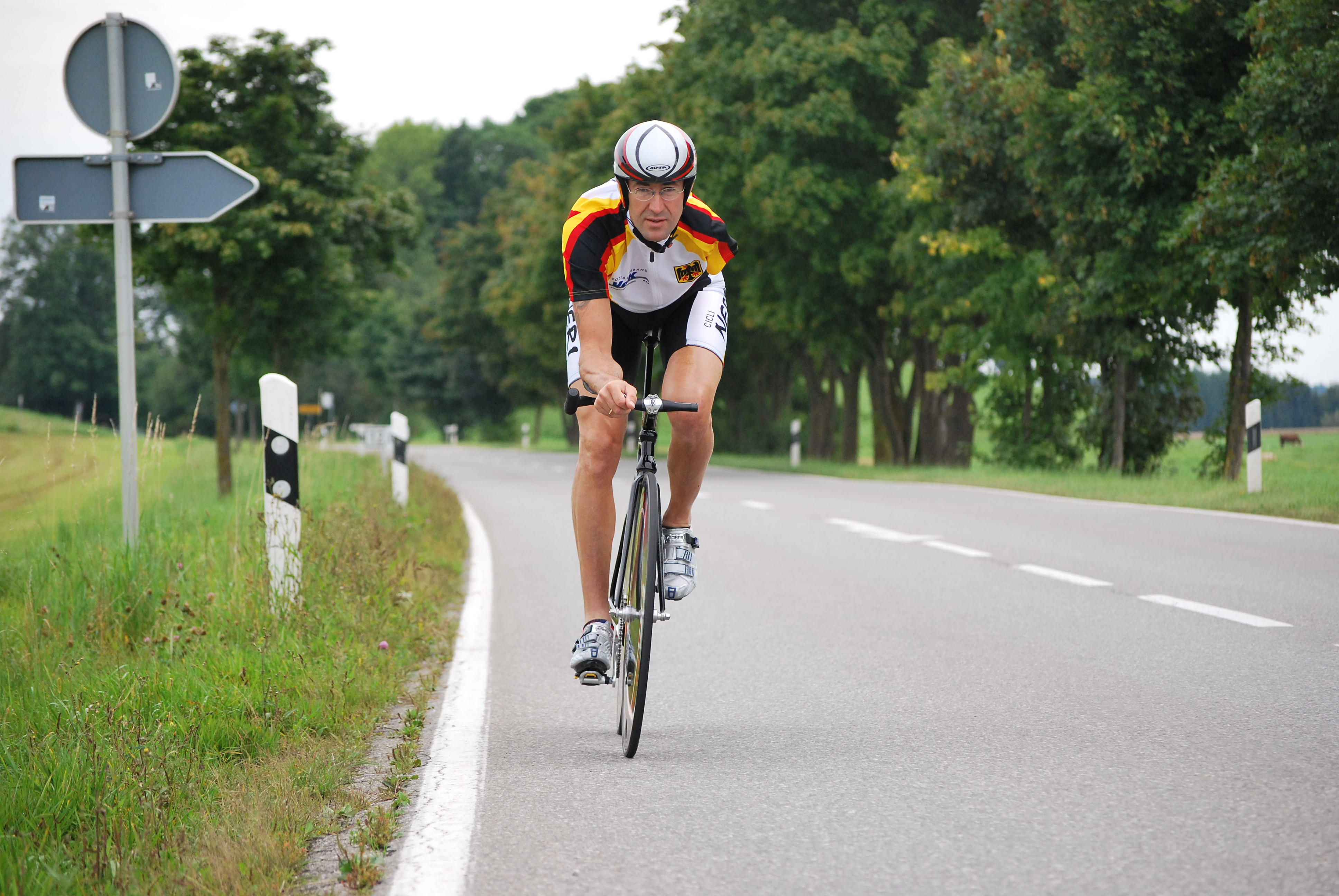
Wolfgang Sacher aufgenommen bei Penzberg

Wolfgang Sacher (* 31. Dezember 1966 in Penzberg) ist ein deutscher Behinderten-Radrennfahrer und Lokalpolitiker. Er gewann zweimal den Europa-Cup der Behindertenklasse LC1 (2005, 2006), wurde Weltmeister im Einer-Straßenfahren (2006) und zweimal Vizeweltmeister im Einzelzeitfahren (2006, 2007).

## Leben

### Kindheit, Jugend und Ausbildung
Wolfgang Sacher legte an der Hauptschule Penzberg den Qualifizierten Hauptschulabschluss ab und machte anschließend eine Ausbildung zum Maschinenschlosser bei M.A.N. Nach einem Starkstromunfall mit 16 Jahren, bei dem er seinen linken Arm und einige Zehen verlor, musste er diese beenden und ließ sich zum Verwaltungsfachangestellten ausbilden. Anschließend schloss sich eine Ausbildung zum Verwaltungsfachwirt an. Fortbildungen zum Verwaltungsbetriebswirt, Controller, Betriebsleiter und Energiewirt folgten. Sacher arbeitet als Kämmerer in der Gemeinde Baierbrunn.

### Sportliche Laufbahn
Wolfgang Sacher begann schon in seiner jugend mit dem Radsport und fuhr viele Jahre privat bei Rennen mit. Seine Karriere im Behindertenradsport begann 2004, als er nach vielen Jahren Hobby-Radsport aufgrund seiner guten Leistungen in den Landeskader Radsport des Behinderten- und Versehrtensportverband Bayern e. V. aufgenommen wurde. Schon in seiner ersten Saison konnte Sacher 2005 drei Deutsche Meistertitel und den ersten Europacup-Sieg erringen.
2006 konnte Sacher in seiner zweiten Saison die nationalen Titel und den Europacup-Sieg erfolgreich verteidigen. Darüber hinaus wurde er bei der Weltmeisterschaft in Aigle (Schweiz) Straßenweltmeister und Vizeweltmeister im Zeitfahren.
Auch 2007 errang Sacher wieder drei deutsche Meistertitel und wurde in Bordeaux erneut Vizeweltmeister im Einzelzeitfahren.
Bei den Sommer-Paralympics 2008 gewann Sacher die Silbermedaille in der Bahn-Einerverfolgung über 4000 Meter, die Bronzemedaille im Bahn-Zeitfahren über 1000 Meter und die Goldmedaille im Einzelzeitfahren auf der Straße (jeweils in der Klasse LC1). Damit ist Wolfgang Sacher der erfolgreichste deutsche Radsportler der Paralympics in Peking. Am 11. November 2008 wurde der Penzberger im Rahmen der „Nacht der Stars“ zu Deutschlands Behindertensportler des Jahres gewählt. 2009 erhielt er den Bayerischen Sportpreis.
Trotz seines Alters von 44 Jahren hat sich Sacher für die Weltmeisterschaft in Dänemark 2011 qualifizieren können. Bei den Paralympics 2012 in London startete er in fünf Disziplinen. Anschließend beendete er seine aktive Sportlerkarriere.
COMEBACK
2021 startete Wolfgang Sacher ein kleines Comeback. Der Radsport ist sein Leben und den Kontakt zu seinen Sportkammeraden hat er nie verloren. Spaß trieb ihn wieder an und so kam es, dass er im Oktober 2020 das Training wieder aufnahm und sportlich fit in das Jahr 2021 startete. Höhepunkt war die Europomeisterschaft in Österreich bei der Sacher mit der Bronzemedaille sein Comeback mit 55 Jahren erfolgreich feierte. 

### Politische Karriere
Wolfgang Sacher ist seit 2008 im Stadtrat in seiner Heimatgemeinde Penzberg vertreten. Von 2007 bis 2012 gehörte er der SPD an, wechselte dann aber zur parteifreien Wählervereinigung Bürger für Penzberg e. V. (BfP). Von 2014 bis 2020 war er auch Mitglied des Kreistags als Mitglied der Wählervereinigung Bürger für den Landkreis Weilheim-Schongau.

## Persönliches
Wolfgang Sacher ist verheiratet und hat zwei Kinder. Im März 2011 erschien seine Biografie "Der einarmige Bandit: Die Geschichte eines Ausnahmesportlers". Er lebt in Penzberg, wo er sich auch als Stadtrat in der Kommunalpolitik engagiert.

## Engagement
- Olympiabotschafter München 2018
- Botschafter der Aktion "Muskeln für Muskeln"
- Botschafter für Radio4Handicaps
- Botschafter SV Zukunft e.V.

## Erfolge
2025
- 5. Platz Bayerische Meisterschaft Strasse

2024
- 2. Platz Bayerische Meisterschaft Einzelzeitfahren Weiden i.Opf.
- 3. Platz Einzelzeitfahren Loizenkirchen
- 3. Platz Bayerische Meisterschaft Strasse - 12. Brandl Gedächtnisrennen

2023
- UCI-Worldcup Ostende/BEL: 14. Einzelzeitfahren (C4)
- UCI-World Cup Maniago/ITA: 13. Einzelzeitfahren, 17. Platz Einer-Straßenrennen (C4)
- Einzelzeitfahren "Tag der Arbeit": 7. Platz (C4), Klassenübergreifend Faktorsystem

2022
- Europameisterschaft Österreich: 5. Platz Einzelzeitfahren, 10. Platz Einer-Straßenrennen
- UCI-Worldcup Ostende/BEL: 8. Platz Einzelzeitfahren (C3), 10. Platz Einer-Straßenrennen (C3)
- UCI-Worldcup Elzach/GER: 9. Platz Einzelzeitfahren (C4), 13. Platz Einer-Straßenrrennen (C4)
- Bayerische Meisterschaft: 1. Platz Einzelzeitfahren (C4)

2021
- Europameisterschaft Österreich: 3. Platz Einzelzeitfahren (C3), 4. Platz Einer-Straßenrennen (C3)
- Bayerische Meisterschaft: 1. Platz Einzelzeitfahren, 3. Platz Einer-Straßenrennen (C3)

2012
- Sommer-Paralympics: 9. Platz in der Bahnverfolgung
- Sommer-Paralympics: 6. Platz im Teamsprint (Bahn)
- Sommer-Paralympics: 10. Platz im Einzelzeitfahren
- Sommer-Paralympics: 16. Platz Einer-Straßenrennen
- Para-Cycling Track Czech Cup: Erster Platz Teamsprint, zweiter Platz Bahnverfolgung

2011
- Europacup-Gesamtsieg Belgien
- Deutscher Meister Straße
- 3. Platz Deutsche Meisterschaften Einzelzeitfahren
- Bayerischer Vizemeister Einzelzeitfahren

2010
- Führender der UCI-Weltrangliste Straße im August
- Deutscher Meister Straße
- Deutscher Vizemeister Einzelzeitfahren
- Deutscher Meister 4000-Meter-Einerverfolgung
- Bayerischer Meister Einzelzeitfahren

2009
- Vizeweltmeister 4000-Meter-Einerverfolgung
- Führender der UCI-Weltrangliste Straße im August
- Gesamtsieger Europacup
- Bronzemedaille Paralympic World Cup Manchester 4000-Meter-Einerverfolgung

2008
- Goldmedaille Sommer-Paralympics 2008 Einzelzeitfahren
- Silbermedaille Sommer-Paralympics 2008 4000-Meter-Einerverfolgung
- Bronzemedaille Sommer-Paralympics 2008 1000-Meter-Zeitfahren
- Deutscher Meister Straßenrennen
- Deutscher Meister Einzelzeitfahren
- Deutscher Meister 4000-Meter-Einerverfolgung
- Deutscher Meister Teamsprint
- Deutscher Vizemeister 1000-Meter-Zeitfahren
- Bayerischer Meister Straßenrennen

2007
- Vizeweltmeister Einzelzeitfahren
- 3. Platz Weltmeisterschaft 4000-Meter-Einerverfolgung
- Deutscher Meister Straßenrennen
- Deutscher Meister Einzelzeitfahren
- Deutscher Meister 4000-Meter-Einerverfolgung
- Deutscher Vizemeister Teamsprint
- Deutscher Vizemeister 1000-Meter-Zeitfahren
- Bayerischer Meister Einzelzeitfahren

2006
- Weltmeister Straßenrennen
- Vizeweltmeister Einzelzeitfahren
- 3. Platz Weltmeisterschaft 4000-Meter-Einerverfolgung
- Gesamtsieger Europacup
- Deutscher Meister Straßenrennen
- Deutscher Meister Einzelzeitfahren
- Deutscher Meister 4000-Meter-Einerverfolgung
- Deutscher Vizemeister 1000-Meter-Zeitfahren
- 3. Platz Deutsche Meisterschaft Teamsprint
- Bayerischer Meister Einzelzeitfahren

2005
- Gesamtsieg Europacup
- Deutscher Meister Straßenrennen
- Deutscher Meister Einzelzeitfahren
- Deutscher Meister 4000-Meter-Einerverfolgung
- Deutscher Vizemeister 1000-Meter-Zeitfahren
- Bayerischer Meister Einzelzeitfahren

2004
Zahlreiche Siege bei Hobby-Radsport-Veranstaltungen

## Ehrungen
2008
- Behinderten-Sportler des Jahres
- Silbernes Lorbeerblatt
- Ehrenmedaille in Gold Landkreis Weilheim-Schongau

## Werke
- Der einarmige Bandit: Die Geschichte eines Ausnahmesportlers. Zusammen mit Werner Müller-Schell. Moby Dick: 2011. ISBN 978-3-7688-5317-0